# Acetonitril
Acetonitril ist ein organisches Lösungsmittel und das einfachste organische Nitril.

## Vorkommen
Die Emissionslinien von Acetonitril konnten am 1. Dezember 1973 radioteleskopisch im Kern des Kometen C/1973 E1 (Kohoutek) nachgewiesen werden. Astronomen der ESO haben mithilfe des Teleskops ALMA im April 2015 erstmals größere Mengen von Acetonitril um den jungen Stern MWC 480 nachgewiesen.

## Herstellung
Industriell fällt Acetonitril bei der Herstellung von Acrylnitril als Nebenprodukt (etwa 2–4 %) an. Eigenständige Industrieprozesse, die primär der Herstellung von Acetonitril dienen, haben kaum Bedeutung.
Andere Herstellungsmethoden sind die Reaktion von Kaliummethylsulfat mit Kaliumcyanid und von Ammoniumacetat mit Phosphorpentoxid oder die Dehydratisierung von Acetamid. Mit einem Molybdän-Katalysator auf Silica kann es in einer Gasphasenreaktion aus Kohlenstoffmonoxid, Wasserstoff und Ammoniak hergestellt werden. Weiterhin entsteht es durch die Dehydrierung von Ethylamin mit einem Ruthenium-Katalysator.
Die Ammonoxidation von Ethan zu Acetonitril ist mit Nickel(II)-oxid auf Niob(V)-oxid möglich. Ähnliche Katalysatoren können außerdem für die Ammonoxidation von Ethylen verwendet werden. Die Ammonoxidation von Ethanol zu Acetonitril ist mit Palladium auf Titandioxid möglich.
Schließlich ist die Reaktion von zum Beispiel Brommethan mit Natriumcyanid in einer Kolbe-Nitrilsynthese möglich:
{\displaystyle \mathrm {CH_{3}Br+NaCN\longrightarrow NaBr+CH_{3}CN} }

## Eigenschaften

### Chemische Eigenschaften
Die Methyl-Gruppe des Acetonitril-Moleküls besitzt CH-Acidität und kann durch diverse Basen (hier als B− dargestellt) deprotoniert werden, wobei ein resonanzstabilisiertes Carbanion gebildet wird. Dies ist beispielsweise mit Natriumbis(trimethylsilyl)amid oder mit n-Butyllithium möglich.
Durch Reaktion mit tert-Butyllithium in Diethylether bei −78 °C erfolgt eine doppelte Deprotonierung.
Acetonitril greift Gummi an und löst viele Polymere. Bei Kontakt mit Schwefelsäure unter Wärmezufuhr kann eine explosionsartige Polymerisation eintreten.
Es bildet mit Wasser ein azeotropes Gemisch aus 83,7 Gew.-% Acetonitril zu 16,3 Gew.-% Wasser und einem Siedepunkt von 76,5 °C, 5,5 K unter dem Siedepunkt von reinem Acetonitril.

### Sicherheitstechnische Kenngrößen
Acetonitril bildet leicht entzündliche Dampf-Luft-Gemische. Die Verbindung hat einen Flammpunkt bei 2 °C. Der Explosionsbereich liegt zwischen 3,0 Vol.‑% (50 g/m3) als untere Explosionsgrenze (UEG) und 17 Vol.‑% als obere Explosionsgrenze (OEG). Die Sauerstoffgrenzkonzentration liegt bei 25 °C bei 12,7 Vol%. Die Grenzspaltweite wurde mit 1,5 mm bestimmt. Es resultiert damit eine Zuordnung in die Explosionsgruppe IIA. Die Zündtemperatur beträgt 525 °C. Der Stoff fällt somit in die Temperaturklasse T1. Die elektrische Leitfähigkeit ist mit 6·10−8 S·m−1 eher gering.

## Verwendung
Acetonitril ist ein gebräuchliches Lösungsmittel im Labor, in der chemischen Analytik (beispielsweise HPLC) und in der technischen Chemie, dort hauptsächlich zur Extraktion von 1,3-Butadien. Acetonitril dient als Lösemittel für Leitsalze in Doppelschichtkondensatoren.

### Acetonitril-d3

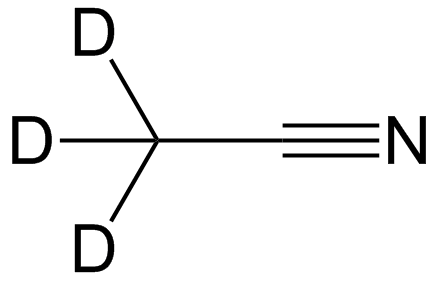
Deuteriertes Acetonitril (Acetonitril-d_{3})

Vollständig deuteriertes Acetonitril (Acetonitril-d3) – in dem alle drei Wasserstoffatome durch Deuterium ausgetauscht sind – wird als Lösungsmittel in der NMR-Spektroskopie benutzt.

## Sicherheitshinweise
Acetonitril wirkt reizend. Es ist gesundheitsschädlich beim Einatmen, Verschlucken und Hautkontakt. Acetonitril wird durch die Haut (perkutan) resorbiert und wirkt im Körper als Blutgift.
Acetonitril weist bei geringer Dosierung nur eine geringe Toxizität auf. Es wird zu Cyanwasserstoff metabolisiert, welches die Ursache für die beobachteten Symptome darstellt. Die Symptome treten gewöhnlich zeitverzögert auf (zwischen 2 und 12 Stunden), da es einiger Zeit bedarf, bis der Körper das Acetonitril zum Cyanid metabolisiert hat.
Fälle von Vergiftungserscheinungen durch Inhalation, orale Einnahme oder Hautresorption beim Menschen sind selten, aber nicht unbekannt. Zu den Symptomen, die erst einige Stunden nach Exposition auftreten, zählen Atmungsschwierigkeiten, niedriger Puls, Übelkeit und Brechreiz. In ernsten Fällen können Krämpfe und Koma auftreten, gefolgt vom Tod durch respiratorisches Versagen. Die Gegenmaßnahmen sind wie bei einer Cyanidvergiftung.
Der Arbeitsplatzgrenzwert (AGW) für Acetonitril beträgt 10 ml/m3 (ppm) bzw. 17 mg/m3. Zur Messung der Acetonitrilexpositionen am Arbeitsplatz wird mit einer geeigneten Pumpe ein definiertes Luftvolumen durch ein Silicagelröhrchen gesaugt. Das in der Luft enthaltene Acetonitril wird von einem Aktivkohleröhrchen adsorbiert. Die qualitative und quantitative Bestimmung erfolgt gaschromatographisch mit einem Flammenionisationsdetektor. Die Bestimmungsgrenze beträgt 1 mg/m³ bei 40 L Probeluftvolumen.